# Ferdinand von Hompesch zu Bolheim
Ferdinand von Hompesch zu Bolheim (Bolheim, avui dia part de la ciutat de Herbrechtingen, Baden-Württemberg 9 de novembre de 1744 – Montpeller, França, 12 de maig de 1805) fou Gran Mestre de l'Orde de Malta entre el 6 de juliol de 1797 i el 17 de juliol de 1799.
Durant el seu magisteri va elevar els pobles de Żabbar, Żejtun i Siġġiewi a l'estatus de città. Eren temps difícils per a l'orde i per als maltesos, ja que els vents de llibertat que bufaven des de la França revolucionària feien que hi haguessin algunes revoltes dels habitants de l'illa contra els cavallers.
Napoleó Bonaparte, atent a tot el que passava, va decidir desembarcar a Malta quan es dirigia a la campanya d'Egipte amb un gran exèrcit. La regla de l'orde els impedia lluitar contra altres cristians i a més, molts cavallers eren francesos. Ferdinand von Hompsech va deixar l'illa pacíficament amb molts altres cavallers. Era el juliol de 1798 i els francesos la van ocupar completament, tancaven així un cicle iniciat el 1530 amb l'ocupació de l'illa per part dels cavallers de l'orde de Sant Joan de Jerusalem.
De Malta van ser deportats desarmats a Toulon, i d'allà es van dirigir a Sant Petersburg, per anar després a Trieste i Ljubljana, per acabar, temps després, a Roma, la seu actual. El 1799 Hompesch va dimitir del càrrec i es va refugiar a Àustria i Itàlia. El 1804 va anar a Montpeller on va morir l'any següent, pobre i oblidat de tothom. Fou enterrat a l'església de Santa Eulàlia d'aquesta ciutat.